# کتاب‌آرایی
کتاب‌آرایی به مفهوم تذهیب و تصویر کتاب از سده‌های پیشین در جهان اسلام رواج داشت، اما پس از فتوحات مغول در ایران سرعت و شتاب بیشتری یافت. نمونه‌های باقی‌مانده از این دوره نشان می‌دهد که در هنر کتاب‌آرایی چند گونه هنر از جمله تحریر خطاطی، تذهیب، تصویر نگارگری و تجلید جلدآرایی در هم ترکیب شده بود. بعید نیست که این هنرها از روزگاران پیشین به گونه ترکیبی رواج داشته‌اند، ولی نمونه آنها باقی نمانده‌است. آثار برجای مانده نشان می‌دهند که کتابهای قطع بزرگ با نگارگری مفصل و غنی از اوایل سده هشتم هجری چهاردهم میلادی پدید آمده‌است که شرحی بصری از جامعه آن روزگار به دست می‌داد. جزئیاتی از هنر کتاب آرایی به دست آمده، اما اطلاعات مفصل آن و به‌ویژه شیوه‌های کارکردی و تولیدی‌اش در سده‌های نهم و دهم هجری پانزدهم و شانزدهم میلادی کامل شده‌است.